# Werther Pedrazzi
Werther Pedrazzi (Ligonchio, 2 aprile 1947) è un ex cestista, giornalista e saggista italiano.

## Biografia
Trasferitosi in Lombardia a seguito del padre Ugo, frequenta il Liceo Ginnasio Classico "Zucchi" di Monza e successivamente si laurea con lode in Lettere moderne all'Università Statale di Milano.
Pratica la pallacanestro a livello agonistico, militando in diverse squadre lombarde: Forti e Liberi Monza, Bergamo Basket, Candy Brugherio.
Diventato professore di geografia politica nelle scuole superiori, inizia a esercitare anche l'attività di giornalista sportivo, con particolare attenzione alla pallacanestro. Collabora con diversi giornali, tra i quali L'Unità  e Il Giorno, per poi approdare al Corriere della Sera.
È autore di diversi libri, tra i quali 3 volte Virtus: 1993, 1994, 1995, dedicato ai tre scudetti nel campionato italiano di pallacanestro vinti dalla Virtus Bologna e Scarpette Rosse, la signora del basket sull'Olimpia Milano, riedito nel 2014 in occasione dello scudetto conquistato dalla squadra milanese.

## Pubblicazioni
- 3 volte Virtus: 1993, 1994, 1995, ed. Libri Liberi, 1995
- Scarpette rosse: la storia dell'Olimpia Milano, signora del basket, ed. Limina, 2013
- Scarpette rosse: la vittoria dell'Olimpia Milano, signora del basket, ed. Corriere della Sera, 2014